# Tevragh Zeïna
Tevragh Zeïna est une commune urbaine de Mauritanie et un quartier de la ville de Nouakchott.

## Géographie
Tevragh Zeïna est une des neuf communes de la communauté urbaine de Nouakchott, située dans la partie nord-ouest de la capitale mauritanienne. 

## Administration
Taleb Ould el Mahjoub est le maire de Tevragh-Zeina depuis 2018.

## Culture
La ville est le siège de la bibliothèque El Irvan. De plus elle accueille un important club de football mauritanien, le FC Tevragh Zeïna.